# Heptophylla dimidiata
Heptophylla dimidiata är en skalbaggsart som beskrevs av Gilbert John Arrow 1934. Heptophylla dimidiata ingår i släktet Heptophylla och familjen Melolonthidae. Inga underarter finns listade i Catalogue of Life.